# Augusto Mainguyague

Augusto Mainguyague (Laboulaye, 10 de septiembre de 1985) es un ex futbolista argentino que jugaba de defensor su último club fue Central Córdoba de Santiago del Estero.

## Carrera
Mainguyague llegó a Newell's Old Boys cuando tenía 14 años, y fue avanzando en las distintas categorías de inferiores hasta llegar a Primera División. Hizo su debut el 25 de febrero de 2007 contra Club Atlético Lanús.  
En 2008 fue transferido a préstamo a Club Bolívar de la Liga de Fútbol Profesional Boliviano. Jugando para Bolívar, Mainguyague ganó la Copa Aerosur de pretemporada y el Torneo Apertura 2009.
En enero de 2010 se sumó a Instituto de la Primera B Nacional.
En junio de 2010 se unió a Independiente Rivadavia de Mendoza, bajo la dirección de Roberto Trotta.
En junio de 2011 retorna al club que lo vio nacer profesionalmente, donde es dirigido por Diego Cagna.
Para la temporada 2012/2013 se incorpora a Central Córdoba de Santiago del Estero.

## Clubes
| Club                                   | País      | Año         |
| -------------------------------------- | --------- | ----------- |
| Newell's Old Boys                      | Argentina | 2007 - 2008 |
| Club Bolívar                           | Bolivia   | 2008 - 2009 |
| Instituto                              | Argentina | 2010        |
| Independiente Rivadavia                | Argentina | 2010 - 2011 |
| Newell's Old Boys                      | Argentina | 2011 - 2012 |
| Central Córdoba de Santiago del Estero | Argentina | 2012 - 2014 |

## Palmarés
| Título                      | Club    | País    | Año  |
| --------------------------- | ------- | ------- | ---- |
| Primera División de Bolivia | Bolívar | Bolivia | 2009 |